# Luossajávrrie (Arvidsjaurs socken, Lappland)
Luossajávrrie är en sjö i Arvidsjaurs kommun i Lappland och ingår i Piteälvens huvudavrinningsområde. Sjön har en area på 0,267 kvadratkilometer och ligger 394,1 meter över havet.

## Delavrinningsområde
Luossajávrrie ingår i det delavrinningsområde (731045-167578) som SMHI kallar för Utloppet av Luossejaure. Medelhöjden är 414 meter över havet och ytan är 1,54 kvadratkilometer. Det finns inga avrinningsområden uppströms utan avrinningsområdet är högsta punkten. Vattendraget som avvattnar avrinningsområdet har biflödesordning 4, vilket innebär att vattnet flödar genom totalt 4 vattendrag innan det når havet efter 128 kilometer. Avrinningsområdet består mestadels av skog (83 procent). Avrinningsområdet har 0,27 kvadratkilometer vattenytor vilket ger det en sjöprocent på 17,5 procent.